# Orienteering ai Giochi mondiali 2022 - Distanza media femmminile
La gara di orienteering femminile su distanza media ai Giochi mondiali 2022 si è svolta il 16 luglio 2022 a Birmingham.

## Risultati
| Pos. | Atleta                   | Tempo   |
| ---- | ------------------------ | ------- |
|      | Simona Aebersold         | 35:12   |
|      | Sofia Ohlsson            | 35:57   |
|      | Ingrid Lundanes          | 39:14   |
| 4    | Victoria Bjornstad       | 40:16   |
| 5    | Aleksandra Hornik        | 40:51   |
| 6    | Hanna Wisniewska         | 41:19   |
| 7    | Elena Roos               | 41:27   |
| 8    | Susen Losch              | 42:17   |
| 9    | Tereza Janosikova        | 43:20   |
| 10   | Sandra Grosberga         | 43:22   |
| 11   | Ida Agervig Kristiansson | 44:24   |
| 12   | Cecilie Andersen         | 45:44   |
| 13   | Laura Ramstein           | 46:34   |
| 14   | Birte Friedrichs         | 47:19   |
| 15   | Sigrid Ruul              | 47:22   |
| 16   | Kateryna Dzema           | 47:37   |
| 17   | Zsofia Sarkozy           | 48:04   |
| 18   | Hannula-Katrin Pandis    | 48:24   |
| 19   | Emma Waddington          | 49:17   |
| 20   | Aislinn Prendergast      | 49:59   |
| 21   | Eef van Dongen           | 50:55   |
| 22   | Olena Babych             | 51:11   |
| 23   | Alison Crocker           | 52:00   |
| 24   | Kaste Rutkauskaite       | 54:09   |
| 25   | Maisa Franco Szczypior   | 58:35   |
| 26   | Elaine Lenz              | 1:00:23 |
| 27   | Alison Campbell          | 1:02:32 |
| 28   | Cho Yu Lam               | 1:03:26 |
| 29   | Ka Ki Leung              | 1:08:16 |
| -    | Milla Key                | DNF     |
| -    | Salma Abo Khaber         | DNF     |
| -    | Denisa Kosova            | DSQ     |
| -    | Ylvi Kastner             | DNS     |
| -    | Caroline Gjotterup       | DNS     |